# Amalactus nigritus
Amalactus nigritus – gatunek chrząszcza z rodziny ryjkowcowatych.

## Zasięg występowania
Ameryka Południowa, występuje w Argentynie oraz w Paragwaju.

## Budowa ciała
Ciało bardzo silnie wydłużone. Na pokrywach wyraźne, bardzo gęste, drobne podłużne punktowanie. Przedplecze okrągławe w zarysie, z przodu dość mocno zwężone, gładkie.
Ubarwienie całego ciała czarne, połyskujące.